# Rome-Express (film, 1950)
Pour plus de détails, voir Fiche technique et Distribution.
Pour les articles homonymes, voir Rome Express.
Rome-Express est un film français réalisé par Christian Stengel en 1949 et sorti en 1950.

## Synopsis
Cinq dames, qui ont répondu à la même annonce matrimoniale, se rencontrent dans le train Paris-Rome. Ne connaissant pas l'homme  qui a fait paraître l'annonce, elles essaient de l'identifier parmi les voyageurs. Quatre d'entre elles disparaissent.

## Fiche technique
- Titre : Rome-Express
- Réalisation : Christian Stengel
- Scénario : Philippe Brunet, Carlo Rim, Solange Térac, Christian Stengel
- Musique : Georges Van Parys
- Montage : Claude Nicole
- Sociétés de production : Consortium de Productions de Films et Équipe Technique des Productions Cinématographiques
- Pays de production :  France
- Format : Noir et blanc - Son mono
- Genre : Policier
- Durée : 83 minutes
- Date de sortie : 
  - France - 18 janvier 1950
- Affiche : Constantin Belinsky (France)

Sources : EncycloCiné et IMDb

## Distribution
- Hélène Perdrière : Eliane
- Jean Debucourt : Lacaze
- Denise Grey : Margot
- Saturnin Fabre : le professeur
- Arthur Devère : Jeff Lambick
- Jacqueline Pierreux : Nicole
- Charles Dechamps : Delafosse
- Robert Pizani : Cornaglia
- Jean Tissier : Giovanni
- Jacqueline Dor : Denise
- Roger Caccia : Pigeonnet
- Mario Podesta : Valentino
- Lily Mounet : la mère de Denise
- Nicolas Amato
- Madeleine Barbulée : la libraire
- Philippe Clay : un employé de la SNCF
- René Hell : Le manager
- Jacky Blanchot
- Georges Paulais : Le commissaire
- Julien Maffre